# Čejetice (Mladá Boleslav)
Čejetice jsou velká vesnice, část statutárního města Mladá Boleslav v okrese Mladá Boleslav ve Středočeském kraji. Nachází se na západě Mladé Boleslavi za řekou Jizera. Čejetice leží v katastrálním území Čejetice u Mladé Boleslavi o rozloze 5,6 km². V katastrálním území Čejetice u Mladé Boleslavi leží i Čejetičky.
V obci působí fotbalový klub TJF Čechie Čejetice, hrající fotbalovou III.třídu (9. ligová úroveň).

## Historie
První písemná zmínka o vesnici pochází z roku 1255.
Ve vsi Čejetice (tehdy samostatné vsi s 1465 obyvateli, která se ale později stala součástí Mladé Boleslavi) byly v roce 1932 evidovány tyto živnosti a obchody: poštovní úřad, telegrafní úřad, telefonní úřad, četnická stanice, cukrovar, sbor dobrovolných hasičů, 3 autodopravci, výroba cementového zboží, holič, hospodářské družstvo, 6 hostinců, továrna na knoty do svíček, kolář, kovář, krejčí, lakýrník, lom, družstevní mlékárna, 2 mlýny, 2 obuvníci, sklady piva, pokrývač, Nádražní restaurace, 3 rolníci, 3 řezníci, sedlář, 6 obchodů se smíšeným zbožím, zprostředkování míst, studnař, 5 trafik, truhlář, obchod s uhlím, velkostatek, zahradnictví.

## Přírodní poměry
Do jihovýchodní části katastrálního území Čejetice u Mladé Boleslavi zasahuje přírodní památka Bezděčín vyhlášená k ochraně populace sysla obecného.

## Obyvatelstvo
| Rok            | 1869 | 1880 | 1890 | 1900 | 1910 | 1921 | 1930 | 1950 | 1961 | 1970 | 1980 | 1991 | 2001 | 2011  | 2021  |
| -------------- | ---- | ---- | ---- | ---- | ---- | ---- | ---- | ---- | ---- | ---- | ---- | ---- | ---- | ----- | ----- |
| Počet obyvatel | 230  | 295  | 289  | 349  | 446  | 428  | 771  | 793  | 738  | 719  | 678  | 736  | 923  | 1 103 | 1 145 |
| Počet domů     | 28   | 32   | 35   | 39   | 44   | 49   | 104  | 138  | 138  | 158  | 179  | 241  | 294  | 352   | 402   |

## Obecní správa
Při sčítání lidu v letech 1850–1879 Čejetice byly osadou obce Dalovice v okrese Mladá Boleslav. V letech 1880–1948 byly samostatnou obcí v okrese Mladá Boleslav. Od roku 1949 jsou částí statutárního města Mladá Boleslav ve stejnojmenném okrese.